# Бродфорд (аэродром)
Аэропорт Бродфорд (англ. Broadford Airfield) — небольшое лётное поле на шотландском острове Скай, получившее своё название от близлежащего поселения Бродфорд.
В 2005—2007 здесь проходил Isle of Skye Music Festival.
В 1980 году здесь снималась первая сцена фильма Флэш Гордон. Сейчас на поле складируются ветрогенераторы и проходят мероприятия по наземному плаванию.